# 서울영화초등학교
서울영화초등학교는 대한민국 서울특별시 동작구 대방동에 있는 초등학교이다.

## 학교 연혁
- 1962년 9월 3일: 개교기념일
- 1962년 9월 4일: 초대교장 정종화 부임
- 1964년 2월 7일: 제 1회 졸업식(졸업생10명배출
- 2022년 9월 3일: 개교 60주년

## 참고 자료
- 서울영화초등학교 - 한국교육학술정보원 학교알리미